# Родиченко, Владимир Сергеевич
Влади́мир Серге́евич Родиче́нко (5 августа 1931, Москва — 2 января 2013, там же) — советский и российский спортивный функционер, доктор педагогических наук, профессор, вице-президент Олимпийского комитета России (1990—2005, с 2005 года пожизненный почётный вице-президент).

## Биография
Владимир Родиченко родился в Москве 5 августа 1931 года. В 1956 году, после окончания Московского энергетического института, начал трудовую деятельность, работая помощником мастера на машиностроительном заводе и тренером по лёгкой атлетике, после чего работал на Центральном стадионе «Лужники».
С 1963 года Родиченко работал органах управления физической культурой и спортом СССР и России. С 1973 по 1975 год он являлся начальником Главного спортивно-методического управления Спорткомитета СССР, после чего до 1981 года работал начальником управления спортивных программ Организационного комитета Игр XXII Олимпиады в Москве. С 1987 по 1992 года он занимал должность начальника Главного управления кадров и учебных заведений Государственного комитета Российской Федерации по физической культуре и спорту.
В 1990 году Владимир Сергеевич назначен вице-президентом Олимпийского комитета России. В период работы на этом посту, Родиченко проявил себя как разработчик и организатор российской государственно-общественной системы олимпийского образования, российского движения ФэйрПлэй и российской системы региональных олимпийских академий. Он являлся участником и организатором более ста международных и отечественных научных и административных конгрессов, конференций, симпозиумов, семинаров, международных рабочих групп.
С 1997 по 2004 год также являлся членом Исполкома Европейского движения Фэйр Плэй. В 2005 году был отправлен в отставку и пожизненно назначен почётным вице-президентом Российского олимпийского комитета.
Долгое время, Родиченко трудился в Федерациях легкой атлетики СССР, России и Европы:
- с 1972 по 1986 год — член Технического комитета Международной федерации лёгкой атлетики
- с 1990 по 2005 год — вице-президент Всероссийской федерации лёгкой атлетики
- с 1995 по 2007 год — член Комитета развития Европейской федерации лёгкой атлетики

Также, в разное время работал заместителем директора Всесоюзного научно-исследовательского института физической культуры, проректором Московского областного государственного института физической культуры, главным редактором журнала «Лёгкая атлетика».
Владимир Сергеевич скончался 2 января 2013 года в Москве после продолжительной болезни. Урна с прахом захоронена в колумбарии Донского кладбища.
Соболезнования в связи с кончиной Владимира Родиченко выразили Министерство спорта Российской Федерации, Федерация спортивной борьбы и Федерация лёгкой атлетики России.
Родиченко является автором, руководителем авторских коллективов более 100 книг и брошюр, а также свыше 350 научных, методических и аналитических статей по социологическим, философским, историческим, теоретико-методическим, организационным проблемам физической культуры, спорта и олимпийского движения. В числе публикаций монографии «Технический прогресс — союзник спорта» (1972), «Спортивные соревнования: информация, управление» (1978), «Олимпийская идея для России (повторение пройденного)» (2005), «AnIntroductiontoSportology» («Введение в спортологию», 2002), учебные пособия «Твой олимпийский учебник» (руководитель авторского коллектива, с 1996 по 2012 год), «Олимпийский учебник студента» (руководитель авторского коллектива). Является автором изобретения «Устройство для тренировки спортсмена» (1983).

## Награды и звания
- орден Дружбы народов (1980)
- Орден Дружбы (6 января 1997 года)[12]
- орден «За заслуги перед Отечеством» IV степени (14 января 2002 года)[13]
- звание «Заслуженный работник физической культуры Российской Федерации» (2007)[14]
- звание «Почетный работник высшего профессионального образования»
- почетный знак «За заслуги в развитии физической культуры и спорта»
- почетный знак «За заслуги в развитии олимпийского движения в России»
- медаль Петра Лесгафта «За заслуги в спортивной науке и образовании»
- Олимпийский орден
- Приз «Спорт и Фэйр Плэй» Международного олимпийского комитета
- Награды международных объединений и зарубежных организаций: Международного совета физического воспитания и спортивной науки, Международного комитета Фэйр Плэй, международных и европейских федераций легкой атлетики, плавания, борьбы, национальных спортивных организаций Литвы и Польши, Академии спорта США